# Neavella
Neavella is een vliegengeslacht uit de familie van de dazen (Tabanidae).

## Soorten
- N. silvioides Mohammad, Badrawy & Abu El-Hassan, 2010